# Will Hooley
Pour les articles homonymes, voir Hooley.
Pas d'image ? Cliquez ici

a Compétitions nationales et continentales officielles uniquement.

b Matchs officiels uniquement.
Dernière mise à jour le 28 août 2020.
Will Hooley, né le 11 novembre 1993, est un joueur américain de rugby à XV. Il évolue au poste de demi d'ouverture ou d'arrière aux Saracens.

## Biographie
Né à Cambridge, en Angleterre, il est d'abord formé au Cambridge RUFC (en), il rejoint ensuite l'académie des Northampton Saints, où il fera ses débuts en 2013.
Passé ensuite par Exeter et les Bedford Blues, il rejoint en juin 2020 les Saracens, terminant ainsi avec eux la saison 2019-20, prolongée du fait de la Pandémie de Covid-19.